# Nephrodium elongatum
Nephrodium elongatum là một loài dương xỉ trong họ Dryopteridaceae. Loài này được Hook. & Grev. mô tả khoa học đầu tiên năm 1831.
Danh pháp khoa học của loài này chưa được làm sáng tỏ. 